# Mitridates II d'Ibèria
Mitridates o Mirdat II d'Ibèria (en georgià მირდატ II, llatinitzat com a Mithridates) fou un rei d'Ibèria de la dinastia arsàcida que va regnar del 249 al 265. Va succeir al seu pare Bakur I.
Mitridates és únicament conegut per la Crònica georgiana que indica solament que fou el 22è rei d'Ibèria, que era fill de Bakur (Bacurius) i que va regnar un total de setze anys.
Cyril Toumanoff considera que va haver de fer front entre els anys 260 i 265 a la revolta d'Hamazasp III d'Ibèria, que es va proclamar rei i seria un descendent reial o suposat de la dinastia artàxida que hauria tingut el suport de Sapor I, el xa de la dinastia sassànida que havia pres el poder a Pèrsia en detriment de la dinastia arsàcida de Pàrtia i havia expulsat del tron d'Armènia a una branca menor de la mateixa família.